# 김영철 (1967년)
김영철(한국 한자: 金榮哲, 1967년 10월 10일 ~ )은 대한민국의 전 축구 선수이며, 포지션은 수비수였다.

## 클럽 경력
수원 삼성 블루윙즈의 창단 멤버 중 한 명이다.